# Zhu Yuanzhang
Zhu Yuanzhang, Hongwu o Hung-wu (朱元璋), (Haozhou, 29 de octubre de 1328- 24 de junio de 1398) fue el primer emperador y fundador de la dinastía Ming de China, reinando de 1368 a 1398. Fue quien expulsó a los mongoles e instauró exitosamente el sistema administrativo de los Ming, el cual perduraría casi tres siglos hasta la conquista manchú de 1644.

## Inicios
Inicialmente Zhu fue un pobre campesino huérfano que a los 16 años, entró en un monasterio para evadir la hambruna. Allí se relacionó con la secta budista del "Loto Blanco" que con sus impulsos mesiánicos había suscitado sublevaciones locales contra la dinastía mongol, aprendiendo después a leer y escribir con los clásicos confucianos. Después, hacia 1352, se unió a la insurrección de un grupo de combate inicialmente pequeño y tuvo contacto con la clase acomodada e intelectual de quienes recibió una educación y encauzamiento político. Fue aconsejado para presentarse no como un rebelde popular, sino como un líder nacional en contra de los extranjeros mongoles cuya dinastía Yuan estaba al borde del colapso. Gracias a ello logró controlar con un pequeño ejército local a diversas comarcas en la cuenca del río Yangtsé, y en 1356, como líder de una fuerza militar, tomó Nankín, aumentando su poderío como caudillo.
Durante su período como gobernante con base en Nankín, repelió ataques de las tropas mongolas de la Dinastía Yuan, y dirigió una inteligente política administrativa destinada a asegurar la supervivencia de la población y la autosuficiencia económica, lo cual trajo prosperidad a sus territorios y aumentó su número de aliados. Desde 1360 Zhu alcanzó suficiente fuerza militar para derrotar a otros señores de la guerra que competían con su dominio en la cuenca del Yangtsé; pero Zhu poseía también un notable talento militar, lo cual le permitió formar rápidamente poderosos ejércitos y dirigirlos exitosamente en campañas militares.

## Emperador de China
Al derrotar por completo a sus principales rivales nacionales, Zhu se proclamó a sí mismo emperador a inicios de 1368, alegando el mandato del Cielo, estableciendo así la capital en Nankín y adoptando el nombre de Hongwu como su título nobiliario. Alcanzó gran popularidad entre sus seguidores al proclamar que expulsaría definitivamente a los mongoles de China, iniciando de inmediato una campaña militar contra la dinastía Yuan. Zhu cumplió su promesa y expulsó a Huizong Yuan, el último emperador Yuan de China en septiembre de ese mismo año, tomó la capital mongola establecida en Pekín y reunificó al país en 1382. 
La autoridad del emperador Hongwu fue despótica y más absolutista que la de sus predecesores: eliminó los cargos de primer ministro y canciller, induciendo al siguiente nivel de administración reportarle directamente a él. Prohibió a los eunucos participar en el gobierno y designó a oficiales civiles para controlar los asuntos militares; al mismo tiempo impidió que los familiares del emperador desempeñaran puestos administrativos en la corte, reduciéndolos a una función estrictamente ceremonial.
Entre sus reformas administrativas cabe destacar que durante su reinado se redactó el código legal Ming (Da Ming Lu), que se mantuvo en vigor durante toda la dinastía.
La economía del país se recuperó en poco tiempo gracias a la paz interior establecida por el nuevo emperador. Se efectuó una redistribución de la tierra, impidiendo su libre transferencia para así evitar la constitución de grandes latifundios (impidiendo así la formación de una clase terrateniente que pudiese oponerse al emperador). La agricultura incrementó considerablemente su productividad, no gracias a innovaciones tecnológicas, sino a las variedades de arroz que permitían realizar dos cosechas al año. Por otro lado, el emperador Hongwu adoptó fervorosamente varias creencias del confucianismo (pero manteniendo a bajo nivel la influencia de los monjes confucianos) y estimuló la agricultura y la industria artesanal como bases de una economía autosuficiente china.
De hecho, Hongwu promovía la creación de colonias agrícolas basadas en el concepto de autarquía y desconfiaba del comercio como fuente de riqueza, marcando allí una diferencia respecto de la anterior dinastía Song y de los mongoles. En esto el emperador apoyaba las ideas de los monjes confucianos sobre el carácter "parasitario" de los mercaderes que solo servían como intermediarios mas no como productores, considerando al comercio como una actividad innoble. Aun así, Hogwu no persiguió a los mercaderes, pues precisamente el éxito de la agricultura y la industria estimuló las actividades comerciales dentro de China, mientras que en territorios sobrepoblados y con poca disponibilidad de tierras fue el comercio la válvula que permitió el sostenimiento de la vida económica.
En 1380 Hongwu decapitó a su primer ministro al darse cuenta de que conspiraba contra él. También arremetió contra todos los integrantes de la familia del ministro depuesto así como con todos que estuviesen incluso remotamente conectados con ella, alcanzándose un total de cuarenta mil personas entre encarceladas, desterradas, o condenadas a muerte. 
El incidente de 1380 determinó que Hongwu subordinase directamente a su autoridad los seis ministerios (de los funcionarios, de finanzas, de los ritos, de guerra, de justicia y de obras), sin admitir intermediarios entre los ministros y el emperador. Se eliminó el cargo de primer ministro y se instituyó en su lugar un "gabinete privado" (nei-ko) compuesto por tres o seis grandes secretarios que en calidad de simples asesores apoyaban al emperador en la coordinación y dirección de los seis ministerios, pero sin que tales "secretarios" poseyeran poder real sobre la administración. Esta política resultó exitosa en el caso de existir un emperador de personalidad dinámica y decidida como Hongwu, pero décadas después se observaría lo peligroso de esta excesiva concentración de poder si el emperador tenía un carácter apático o simplemente inepto para las tareas de gobierno, en cuyo caso la administración imperial podía quedar realmente paralizada.
Su principal preocupación era preparar una fuerza militar lo bastante fuerte para repeler cualquier ataque de los mongoles. Con el fin de evitar un resurgimiento mongol estableció guarniciones chinas en puntos estratégicos, reforzó la Gran Muralla china y creó una casta hereditaria de soldados que se mantendrían permanentemente en las zonas de frontera gracias a la agricultura, y que estarían siempre listos para luchar sin necesidad de ser movilizados a grandes distancias,logró esto, basado en una modificación del antiguo Sistema fubing y el sistema Weisuo.
A su muerte le sucedió su nieto el emperador del reinado Jianwen (Hui-ti) que encontró oposición en el seno de su propia familia. Hongwu fue recordado como uno de los principales emperadores chinos, debido a su atinada organización del sistema administrativo imperial para una nueva dinastía y por haber sentado las bases de la centralización administrativa que lanzó a China como gran potencia internacional en los primeros años de los Ming. 
| Predecesor: Huizong Yuan | Emperador de China (Dinastía Ming) 1368–1398 | Sucesor: Jianwen |

- Datos: Q9957
- Multimedia: Hongwu Emperor / Q9957